# Trogon aurantiiventris
Trogon aurantiiventris là một loài chim trong họ Trogonidae.